# Кушнур (Кировская область)
Кушнур — деревня в Кикнурском районе Кировской области.

## География
Находится на расстоянии примерно 9 км по прямой на юго-восток от райцентра поселка  Кикнур.

## История
Известна с 1891 года, в 1905 в ней отмечено дворов 42 и жителей 248, в 1926 57 и 238, в 1950 (Русский Кушнур) 33 и 129, в 1989 проживало 44 человека. Настоящее название утвердилось с 1978 года. В период 2006-2014 годов входила в Потняковское сельское поселение. С 2014 по январь 2020 года входила в Кикнурское сельское поселение до его упразднения. 

## Население
Постоянное население  составляло 29 человек (мари 76%) в 2002 году, 3 в 2010.